# سواد الأطراف

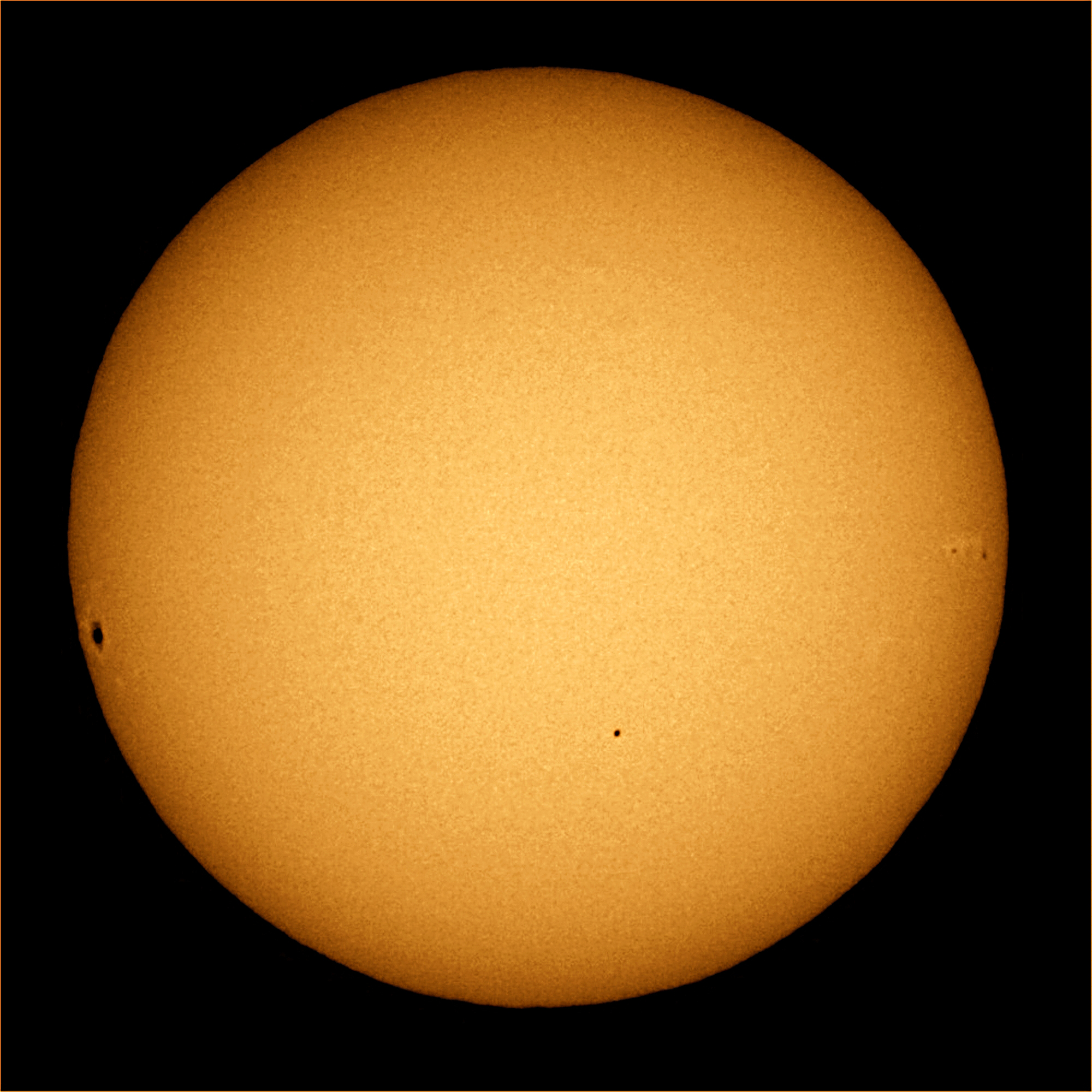
سواد الأطراف لقرص الشمس

يشار إلى مصطلح سواد الأطراف بأنه تناقص في كثافة إضاءة نجم عند التحرك من مركز النجم إلى أطراف النجم في الصورة. وتعود هذه الظاهرة إلى:
- كثافة النجم تتناقص كلما ازداد البعد عن المركز
- تناقص درجة حرارة النجم كلما ازداد البعد عن المركز

## حساب سواد الأطراف
يظهر في الشكل على الجانب بالنسبة لمراقب خارج الغلاف الجوي النجمي P وترى شدة الإضاءة من الزاوية θ والتي ستكون تابع لزاوية السقوط ψ
{\displaystyle {\frac {I(\psi )}{I(0)}}=\sum _{k=0}^{N}a_{k}\,{\textrm {cos}}^{k}(\psi )}
حيث I(ψ) شدة الإشعاع الضوئي من النقطة P على طول الخط المشكل زاوية ψ مع امتداد نصف القطر و I(0) الكثافة المركزية
{\displaystyle \sum _{k=0}^{N}a_{k}=1}